# Queen (album của Nicki Minaj)
Queen (tạm dịch: Nữ hoàng) là album phòng thu thứ tư của nữ ca sĩ và rapper người Mỹ Nicki Minaj. Album được phát hành vào ngày 10 tháng 8 năm 2018, thông qua hai hãng đĩa là Young Money Entertainment và Cash Money Records. Nữ rapper đã bắt đầu thu âm album từ cuối năm 2016 và xuyên suốt hai năm liền từ năm 2017 đến 2018. Cô đã hợp tác với rất nhiều nhà sản xuất thu âm và nhiều nhà viết nhạc để cho ra đời album này. Nam rapper Eminem, nữ rapper Foxy Brown, nam rapper Future, nam rapper Swae Lee, nam rapper Lil Wayne; các ca sĩ như Ariana Grande, Labrinth và The Weeknd là những nghệ sĩ góp mặt trong album. Xét về phần âm nhạc, album là một sự kết hợp giữa dòng nhạc hip hop (là chủ yếu) với âm hưởng từ các thể loại pop và R&B.
Album từng bị dời ngày phát hành một vài lần trước khi được cho phát hành sớm hơn một tuần so với dự kiến (tức dự kiến album sẽ được phát hành vào ngày 17 tháng 8 thay vào ngày 10 tháng 8). Queen bao gồm ba đĩa đơn. Đĩa đơn đầu tiên, "Chun-Li", ra mắt ngày 12 tháng 4 năm 2018; đĩa đơn thứ hai, mang tên "Bed", được phát hành vào ngày 14 tháng 6; và đĩa đơn thứ ba, "Barbie Dreams", ra mắt công chúng vào ngày 14 tháng 8. Album còn bao gồm một đĩa đơn quảng bá, có tựa đề là "Rich Sex", được phát hành vào ngày 11 tháng 6 năm 2018.
Để quảng bá album rộng rãi, Minaj sáng lập chương trình phát sóng trên đài phát thanh đầu tiên của cô, mang tên Queen Radio, được phát sóng trên đài phát thanh Beats 1; xuất hiện trên truyền thông và biểu diễn trực tiếp các ca khúc trong album tại một vài sự kiện.
Queen đã nhận được nhiều lời phản hồi tích cực từ các nhà phê bình, dù đã có một số nhà phê bình lại tỏ ý không hài lòng với thời lượng của album và nội dung của nó. Album ra mắt trên bảng xếp hạng Billboard 200 tại vị trí thứ hai với 185.000 đơn vị album tương đương. Album còn lọt vào các bảng xếp hạng album tại một số quốc gia, bao gồm Úc, Canada, Hà Lan, Ireland, New Zealand, Na Uy, Thụy Điển và Liên hiệp Anh.

## Bối cảnh và phát triển
Sau khi phát hành album phòng thu thứ ba của cô, The Pinkprint, vào năm 2014 và sau khi kết thúc chuyến lưu diễn The Pinkprint Tour vào tháng 8 năm 2015, Minaj xuất hiện trên chương trình Ebro in the Morning của đài phát thanh Hot 97 vào tháng 10 năm 2016, miêu tả album phòng thu sắp tới của mình với khán giả xem đài:
| “ | Album này sẽ rất hoành tráng đấy, nhưng nó cũng là một chặng đường dài. Trước khi album đầu tiên của tôi ra mắt, tôi thường xuất hiện trong những bài hát của người khác. Tôi có chiến thuật của riêng tôi mà không nhận ra điều đó. Ngay bây giờ thì tôi cần phải hoàn thành chút tâm niệm của người khác trước đã. | ” |

Trong các buổi phỏng vấn tiếp theo, Minaj còn gọi album là "tác phẩm tuyệt nhất", "một album nhạc hip-hop cổ điển mà không ai có thể quên" và là một album "hoành tráng hơn một tỉ lần hơn những gì mà 'Anaconda' có thể truyền tải".
Tháng 10 năm 2017, Minaj tiết lộ với tạp chí T Magazine về tầm nhìn chung của cô đối với album:
| “ | Khi nói về phần âm nhạc, tôi đã xác định được album sẽ có âm thanh như thế nào. Tôi đã xác định được ý nghĩa của album này đối với các người hâm mộ của tôi. Album này nói về mọi thứ xảy ra trong cuộc đời tôi. [...] Tôi có thể nói với tất cả mọi người về những chuyện đã xảy ra với tôi trong hơn hai năm vừa rồi. Tôi biết tôi là ai. Tôi có khả năng làm cho Nicki Minaj hiểu rõ được ý nghĩa của album và tôi yêu cô ấy. | ” |

## Sáng tác
Queen là một album thuộc thể loại hip hop nhưng vẫn mang âm hưởng từ các thể loại pop và R&B. Bài hát mở đầu cho album, "Ganja Burns", là một bài hát thuộc thể loại island-pop hòa quyện những âm thanh của dòng nhạc reggae, là một bài hát nói về việc Minaj phải bảo vệ vị trí của cô trong ngành công nghiệp âm nhạc. Kế tiếp là "Majesty", hợp tác với Eminem và Labrinth, là một ca khúc pop-rap "chìm đắm dưới những hợp âm của đàn đại phong cầm, chứa đựng những âm thanh dồn dập đầy tính cường điệu và một phần hook chói tai". Ca khúc thứ ba, "Barbie Dreams", sở hữu một phần lời giống với ca khúc "Just Playing (Dreams)" năm 1994 của nam rapper The Notorious B.I.G.. Trong khi ở ca khúc gốc thì nam rapper tập trung vào chuyện miêu tả ham muốn tình dục của anh đối với một nữ ca sĩ nhạc R&B thì Minaj lại tập trung vào chuyện "lấy các nam nghệ sĩ khác làm trò hề", gồm các nam rapper Drake, bạn trai cũ của cô Meek Mill, Eminem, DJ Khaled, 50 Cent, Young Thug, Swae Lee, Lil Uzi Vert, Fetty Wap, Quavo, Future và YG. Nữ rapper sau này đã giải thích rõ ràng rằng bài hát chỉ ám chỉ đến những người mà cô yêu quý, và xác nhận rằng "Barbie Dreams" không phải là một "bài hát diss" (tạm dịch: "bài hát xỉa xói").
"Rich Sex", một nhạc phẩm của nữ rapper với sự cộng tác của Lil Wayne, là một bài hát thuộc thể loại trap, trái ngược với ca khúc R&B "Thought I Knew You", là một ca khúc "thể hiện rất rõ phần sản xuất xuất sắc của Queen." Trong "Thought I Knew You", là một bài hát có sự đồng sáng tác của nam ca sĩ The Weeknd, cặp đôi nam và nữ chính như đang tỏ vẻ xót xa khi nghĩ về nửa kia ghẻ lạnh của mình, với "một giọng nam cao [của Weeknd] đóng vai trò là một đối âm hoàn hảo của một giọng rap nhanh nhưng rõ ràng, được chỉnh sửa qua Auto-Tune và có cả giọng hát của Nicki Minaj."
Swae Lee, là thành viên của bộ đôi âm nhạc Rae Sremmurd, cũng góp mặt trong album này. Brendan Klinkenberg đến từ tạp chí Rolling Stone đã cho rằng Lee đã giành lấy điểm tâm của sự chú ý với "chất giọng falsetto mềm mại" hòa quyện cùng "những phần lời rap nhanh như tên bắn và đạt đến giới hạn cao nhất" của Minaj. Minaj đã đặt tên cho bài hát là "Chun Swae", đặt theo tên người hợp tác cùng với cô trong bài hát này. Ở cuối ca khúc, Minaj không quên kèm theo vài câu tự khen: "Bạn đã nghe hết một nửa album Queen rồi, chắc là bạn đang nghĩ/"Tao hiểu vì sao cô ta gọi album này là Queen rồi/Bởi vì con khốn này đúng thật sự là một nữ hoàng mà—ahh!" trước khi cười phá lên một cách điên đại.
"Sir", một nhạc phẩm có sự hợp tác của nam rapper Future, là một trong những bài hát cuối cùng được thêm vào danh sách bài hát chính thức gồm 17 bài hát khác của album. Ca khúc kế tiếp là "Come See About Me", từng được tạp chí Variety gọi là một "bản ballad nhẹ nhàng, đã qua gọt giũa".
Album còn có sự góp mặt của nữ rapper Foxy Brown trong ca khúc "Coco Chanel". Andree Gee từ trang web Uproxx đã khẳng định rằng lần hợp tác này của hai nữ rapper trong ca khúc "hoành tráng" này vẫn "là một tác phẩm thật sự của cả hai rapper có gốc gác tổ tiên ở Trini, với những tiếng trống mang âm hưởng dòng nhạc dancehall kết hợp với những cung bậc âm nhạc như thể muốn điềm báo chuyện chẳng lành."

## Quảng bá và phát hành
Vào ngày 7 tháng 5 năm 2018, Nicki Minaj công bố tiêu đề và ngày phát hành đầu tiên của album trong một cuộc phỏng vấn tại Met Gala. Album trước đây dự kiến sẽ phát hành vào ngày 15 tháng 6 (sau này dời xuống ngày 10 tháng 8). Ngày 19 tháng 5, cô biểu diễn hai bài hát "Chun-Li" và "Poke It Out" cùng với nam rapper Playboi Carti ở tập phát sóng cuối cùng của mùa thứ 43 của chương trình Saturday Night Live. Nicki Minaj sau đó thông báo thông qua một video trực tiếp trên Instagram rằng ngày phát hành album sẽ dời xuống ngày 10 tháng 8, và người hâm mộ có thể đặt trước album vào tháng 6. Minaj cũng tiết lộ thêm sẽ có bất ngờ từ ngày 11 đến ngày 15 tháng 6, kể cả bìa album, được chụp bởi nhóm hai nhiếp ảnh gia Mert and Marcus.
Vào ngày 7 tháng 6, Minaj đăng hình bìa album trên mạng xã hội. Trên bìa album, Minaj hoá trang thành nữ hoàng Ai Cập Cleopatra với vẻ mặt trầm ngâm, chuỗi hạt đeo trên cổ, đội một chiếc mũ của nữ hoàng trên đầu và ngồi tạo dáng gợi cảm trên một cành cây. Minaj miêu tả bìa album là "tác phẩm tuyệt vời nhất của tôi cho đến nay".
Tại Giải BET 2018, cô biểu diễn hai bài hát "Chun-Li" và "Rich Sex".

## Bìa album
Vào ngày 7 tháng 6, Minaj đăng hình bìa album trên Twitter, miêu tả bìa album là "tác phẩm tuyệt vời nhất của tôi cho đến nay". Bức hình được chụp bởi nhóm hai nhiếp ảnh gia người Thổ Nhĩ Kỳ-Wales Mert and Marcus. Trong bìa album, Minaj tạo dáng gợi cảm trên một cành cây bị đổ trước mặt trời đang ló dạng, đeo hai miếng dán ngực và chuỗi hạt mang phong cách Ai Cập trên đầu.

## Đĩa đơn
"Chun-Li" được phát hành vào ngày 12 tháng 4 năm 2018 với vai trò là đĩa đơn đầu tiên của album. Video âm nhạc của bài hát được Minaj đăng tải lên tài khoản YouTube và Vevo của nữ ca sĩ vào ngày 4 tháng 5 năm 2018. Video do Steven Klein từ công ty Good Company Pictures làm đạo diễn. Bài hát từng đạt được vị trí cao nhất là vị trí thứ 10 tại Mỹ.
Ngày 14 tháng 6 năm 2018, Minaj cho ra mắt đĩa đơn "Bed", hợp tác với nữ ca sĩ Ariana Grande, với vai trò là đĩa đơn thứ hai trích từ album, cùng thời điểm mà người hâm mộ có thể đặt mua trước album. Video âm nhạc của bài hát ra mắt ngày 6 tháng 7 năm 2018. Bài hát ra mắt tại vị trí thứ 43, là vị trí cao nhất của nó trên bảng xếp hạng Billboard Hot 100 của Mỹ.

## Đội ngũ thực hiện
Đội ngũ thực hiện được điều chỉnh từ Tidal.
| - Nicki Minaj – hát chính; đồng sản xuất (bài 10) - Ariana Grande – hát (bài 6) - Lil Wayne – hát (bài 4) - J. Reid – sản xuất (bài 4 và 10) - Aubry "Big Juice" Delaine – sản xuất (bài 4), phối khí (bài 10), kỹ sư thu âm (bài 4, 6 và 10) - Dwayne "Supa Dups" Chin-Quee – sản xuất (bài 6) - Brett "Beats" Bailey – sản xuất (bài 6) - Messy – sản xuất (bài 6), đồng sản xuất (bài 6) - Ben Billions – sản xuất (bài 6) | - Jaycen Joshua – phối khí (bài 4) - Serban Ghenea – phối khí (bài 6) - Manny Galvez – kỹ sư thu âm (bài 4) - Jeff Edwards – kỹ sư thu âm (bài 4) - Rashawn Mclean – trợ lý phối khí (bài 4) - Mike Seaberg – trợ lý phối khí (bài 4) - John Hanes – trợ lý phối khí (bài 6) - Jacob Richards – trợ lý phối khí (bài 4) - Laura Bates – trợ lý phối khí (bài 10), trợ lý kỹ sư thu âm (bài 10) - Jason Delattiboudere – trợ lý kỹ sư thu âm (bài 4) - Brian Judd – trợ lý kỹ sư thu âm (bài 4) - Jamal Berry – trợ lý kỹ sư thu âm (bài 4) - Nick Valentin – trợ lý kỹ sư thu âm (bài 6) - William Knauft – trợ lý kỹ sư thu âm (bài 6) - Iván Jiménez – trợ lý kỹ sư thu âm (bài 10) |